# Eros Capecchi
Pour les articles homonymes, voir Capecchi.
Eros Capecchi, né le 13 juin 1986 à Castiglione del Lago, dans la province de Pérouse, en Ombrie, est un ancien coureur cycliste italien. Passé professionnel en 2006, il a notamment remporté une étape au Tour d'Italie 2011. Il met un terme à sa carrière à l'issue de la saison 2021.

## Biographie
En 2004, en catégorie junior, Eros Capecchi est champion d'Italie et quatrième du championnat du monde sur route. L'année suivante, il évolue au GS Mastromarco. En août, il intègre l'équipe professionnelle Liquigas-Bianchi en tant que stagiaire.
Il devient coureur professionnel dans cette équipe en 2006, à 19 ans, ce qui fait de lui le plus jeune coureur de l'UCI ProTour. Il fait forte impression lors de ses débuts en prenant la douzième place du Tour Down Under. Durant les mois suivants, il est troisième d'étape et neuvième du classement général du Tour de Luxembourg, cinquième d'étape du Tour de Catalogne. En 2007, il gagne avec ses coéquipiers le contre-la-montre par équipes de la Semaine cycliste lombarde.

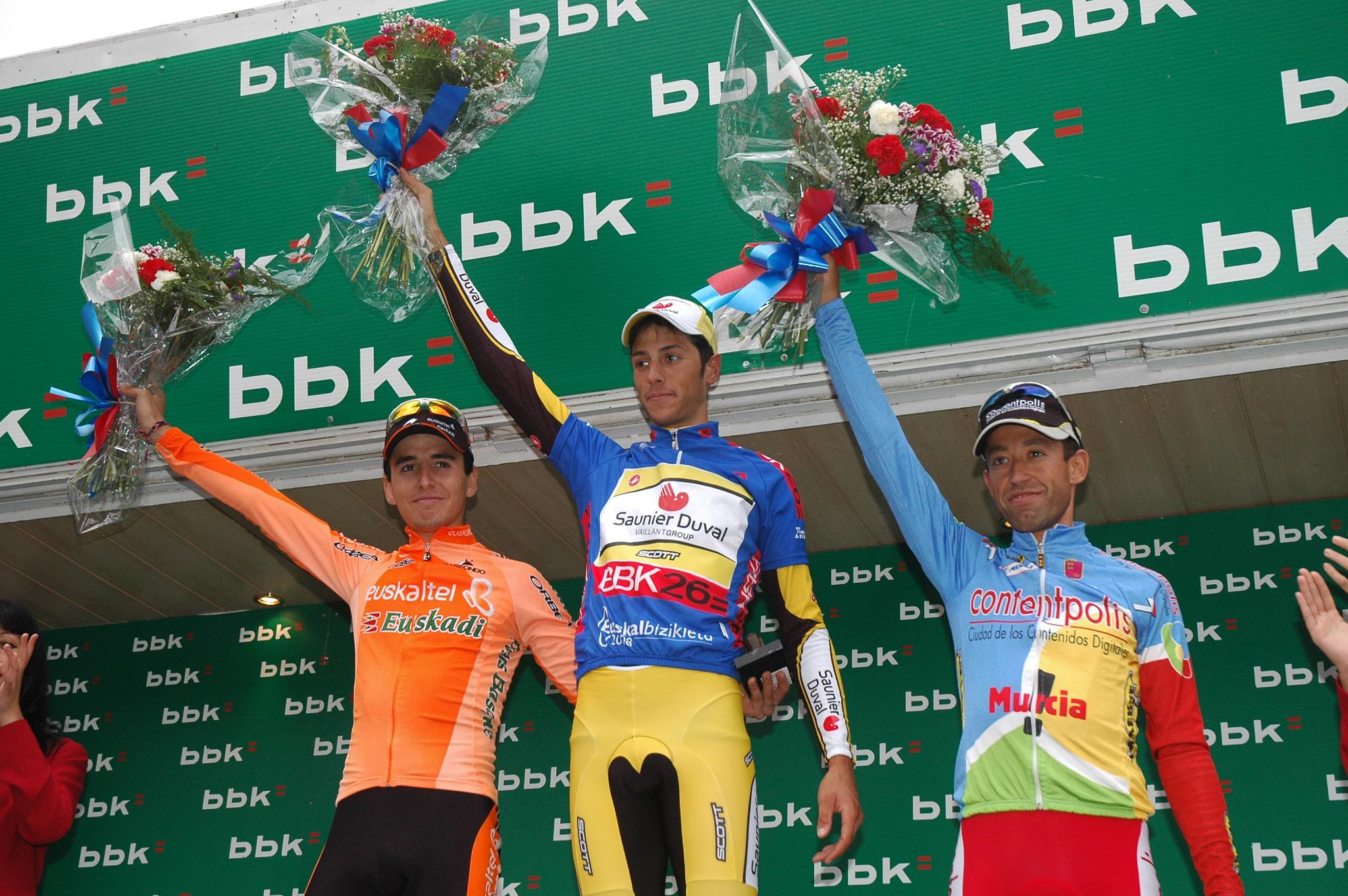
Eros Capecchi (au centre), sur le podium de la Bicyclette basque 2008

En 2008, Capecchi rejoint l'équipe Saunier Duval-Prodir, qui l'engage pour trois ans. En mai de cette année, il est seizième du Tour de Romandie, puis prend le départ du Tour d'Italie, son premier grand tour, en tant qu'équipier de Riccardo Riccò, deuxième du classement général, et Leonardo Piepoli. Il termine ce premier Giro à la 99e place. Une semaine après la fin de cette course, il gagne la dernière étape et le classement général de la Bicyclette basque. En septembre, il prend la neuvième place du Tour d'Allemagne.
En 2009, l'équipe Saunier Duval est renommée Fuji-Servetto. En début de saison, Capecchi est onzième du Tour d'Andalousie, seizième de Tirreno-Adriatico. Il dispute à nouveau le Tour d'Italie, qu'il ne termine pas. Sixième du Tour des Apennins en juin puis huitième du Brixia Tour en juillet, il participe au Tour d'Espagne, qu'il abandonne après deux semaines de course. En 2010, son équipe renommée Footon-Servetto. Dix-septième du Tour de Romandie, il quitte le Tour d'Italie en fin de première semaine, souffrant de problèmes respiratoires à cause d'une chute. En juin, au Critérium du Dauphiné, il est deuxième d'étape à Grenoble. Il dispute ensuite son premier Tour de France. Il le termine à la 83e place du classement général. Une semaine plus tard, il est quinzième de la Classique de Saint-Sébastien.
En 2011, Eros Capecchi revient dans l'équipe Liquigas. En début de saison, il est quatrième du Tour de San Luis, neuvième du Tour de Sardaigne. Au Tour d'Italie, il est équipe de Vincenzo Nibali, deuxième du classement général. Il remporte la dix-huitième étape. En été, au Tour d'Espagne, il est deuxième de la treizième étape, battu par Michael Albasini, et prend la 21e place du classement général. En début de saison 2012, il remporte le Grand Prix de Lugano. Au Tour d'Italie, il est équipier d'Ivan Basso, et termine 37e. En septembre, il prend la 25e place de la Vuelta et la cinquième place du Tour de Pékin.
Capecchi rejoint en 2013 l'équipe espagnole Movistar, qui l'engage pour deux ans. Cette équipe se rendant au Tour d'Italie sans grand leader, il a la possibilité d'y jouer ses propres chances mais n'y parvient pas, souffrant d'allergies. Sixième du Tour de Pologne, il est équipier d'Alejandro Valverde lors du Tour d'Espagne. À nouveau souffrant, il ne lui est pas d'une aide aussi importante qu'espéré. Au printemps 2014, il aide Nairo Quintana à remporter le Tour d'Italie. Il est ensuite dixième du Tour de Suisse, onzième du Tour d'Autriche.
Fin 2015, il signe un contrat en faveur de l'équipe Astana.
En 2016, il gagne deux contre-la-montre par équipes avec sa nouvelle formation (1re étape du Tour du Trentin et 2e étape du Tour de Burgos) puis signe un contrat d'un an avec l'équipe  belge Etixx-Quick Step.
En 2017 il rejoint l'équipe Quick-Step Floors. Bien qu'à un moment, l'aventure dans la formation World Tour semble se terminer, à la fin décembre 2018, Eros Capecchi se lie pour une troisième saison avec l'équipe Deceuninck-Quick Step. Par là-même, Eros devient le vingt-cinquième et dernier homme de l'effectif.
Membre à partir de 2020 de l'équipe Bahrain-McLaren devenue ensuite Bahrain Victorious, il n'est pas retenu dans l'effectif à l'issue de la fin de son contrat en 2021 et annonce alors la fin de sa carrière professionnelle.

## Palmarès et classements mondiaux

### Palmarès amateur
| - 2003 - 2ea étape du Tour de Haute-Autriche juniors - 2e du Trofeo Buffoni - 2004 - Champion d'Italie sur route juniors - Tre Giorni Orobica - Coppa Pietro Linari - 2e et 4e étapes du Grand Prix Rüebliland - Trofeo Buffoni - 2e du Grand Prix Rüebliland - 4e du championnat du monde sur route juniors | - 2005 - Trofeo Città di Montevarchi - 2e du Grand Prix de la ville d'Empoli - 3e de la Coppa Giulio Burci - 3e de la Ruota d'Oro |  |

### Palmarès professionnel
- 2007
  - 1re étape de la Semaine cycliste lombarde (contre-la-montre par équipes)
- 2008
  - Bicyclette basque :
    - Classement général
    - 3e étape

  - 9e du Tour d'Allemagne
- 2011
  - 18e étape du Tour d'Italie
- 2012
  - Grand Prix de Lugano
  - 5e du Tour de Pékin
- 2013
  - 6e du Tour de Pologne
- 2014
  - 10e du Tour de Suisse
- 2016
  - 1re étape du Tour du Trentin (contre-la-montre par équipes)
  - 2e étape du Tour de Burgos (contre-la-montre par équipes)

### Résultats sur les grands tours

#### Tour de France
1 participation
- 2010 : 83e

#### Tour d'Italie
12 participations
- 2008 : 99e
- 2009 : non-partant (15e étape)
- 2010 : non-partant (7e étape)
- 2011 : 60e, vainqueur de la 18e étape
- 2012 : 37e
- 2013 : 70e
- 2014 : 79e
- 2016 : 82e
- 2017 : 58e
- 2018 : 49e
- 2019 : 37e
- 2020 : 87e

#### Tour d'Espagne
6 participations
- 2009 : abandon (13e étape)
- 2011 : 21e
- 2012 : 25e
- 2013 : 24e
- 2017 : 104e
- 2019 : 121e

### Classements mondiaux
| Année                                 | 2005 | 2006 | 2007 | 2008 | 2009 | 2010 | 2011 | 2012 | 2013 | 2014 | 2015 | 2016  | 2017  | 2018  | 2019  | 2020  |
| ------------------------------------- | ---- | ---- | ---- | ---- | ---- | ---- | ---- | ---- | ---- | ---- | ---- | ----- | ----- | ----- | ----- | ----- |
| UCI ProTour                           | nc   | nc   | nc   | 92e  |      |      |      |      |      |      |      |       |       |       |       |       |
| Calendrier mondial                    |      |      |      |      | 249e | 214e |      |      |      |      |      |       |       |       |       |       |
| UCI World Tour                        |      |      |      |      |      |      | 116e | 78e  | 91e  | 170e | nc   | nc    | 364e  | 207e  |       |       |
| Classement mondial                    |      |      |      |      |      |      |      |      |      |      |      | 1515e | 1776e | 702e  | 1229e | 1446e |
| UCI Europe Tour                       | 692e |      |      |      |      |      |      |      |      |      |      | 1022e | 1512e | 1090e | 854e  | 1085e |
| UCI Asia Tour                         | nc   |      |      |      |      |      |      |      |      |      |      | nc    | nc    | 557e  |       |       |
|                                       |      |      |      |      |      |      |      |      |      |      |      |       |       |       |       |       |
| Légende : nc = non classéSource : UCI |      |      |      |      |      |      |      |      |      |      |      |       |       |       |       |       |

## Distinctions
- Oscar TuttoBici des juniors : 2004